# Yuto Nakayama
Yuto Nakayama (født 11. april 1991) er en japansk fodboldspiller, som spiller for den japanske fodboldklub Roasso Kumamoto.